# Île Akutan
Pour les articles homonymes, voir Akutan.
L'île Akutan (Akitanax en aléoute), située en mer de Béring, appartient aux îles Fox dans l'archipel des Aléoutiennes en Alaska (États-Unis).
L'île fait 30 km de long pour une superficie de 334 km². Elle abrite le mont Akutan, volcan qui eut sa plus grande éruption en 1979. La population de l'île est de 713 habitants, tous regroupés dans la ville d'Akutan, sur le versant oriental de l'île.

## Histoire
Akutan est un nom aléoute donné par le capitaine Piotr Krenitsyne et Mikhaïl Levachov en 1768 et épelé Acootan par James Cook en 1785. Ce nom dériverait de l'aléoute hakuta, qui signifierait « j'ai fait une faute ».
Un avion japonais — surnommé depuis le Zero d'Akutan — s'est écrasé en bon état sur l'île pendant la Seconde Guerre mondiale, donnant des indications aux Américains sur la manière de contrer la menace de l'aviation japonaise.